# Гальфенг
Гальфе́нг (фр. Galfingue) — коммуна на северо-востоке Франции в регионе Гранд-Эст (бывший Эльзас — Шампань — Арденны — Лотарингия), департамент Верхний Рейн, округ Мюлуз, кантон Кингерсайм. До марта 2015 года коммуна административно входила в состав упразднённого кантона Мюлуз-Сюд (округ Мюлуз).
Площадь коммуны — 5,36 км², население — 767 человек (2006) с тенденцией к росту: 792 человека (2012), плотность населения — 147,8 чел/км².

## Население
Численность населения коммуны в 2011 году составляла 805 человек, а в 2012 году — 792 человека.
| 1962 | 1968 | 1975 | 1982 | 1990 | 1999 | 2006 | 2011 | 2012 |
| ---- | ---- | ---- | ---- | ---- | ---- | ---- | ---- | ---- |
| 347  | 363  | 363  | 508  | 522  | 561  | 767  | 805  | 792  |

Динамика населения:

## Экономика
В 2010 году из 517 человек трудоспособного возраста (от 15 до 64 лет) 404 были экономически активными, 113 — неактивными (показатель активности 78,1 %, в 1999 году — 69,3 %). Из 404 активных трудоспособных жителей работали 390 человек (215 мужчин и 175 женщин), 14 числились безработными (6 мужчин и 8 женщин). Среди 113 трудоспособных неактивных граждан 34 были учениками либо студентами, 52 — пенсионерами, а ещё 27 — были неактивны в силу других причин.
На протяжении 2011 года в коммуне числилось 304 облагаемых налогом домохозяйства, в которых проживало 802,5 человека. При этом медиана доходов составила 25877 евро на одного налогоплательщика.

## Достопримечательности (фотогалерея)

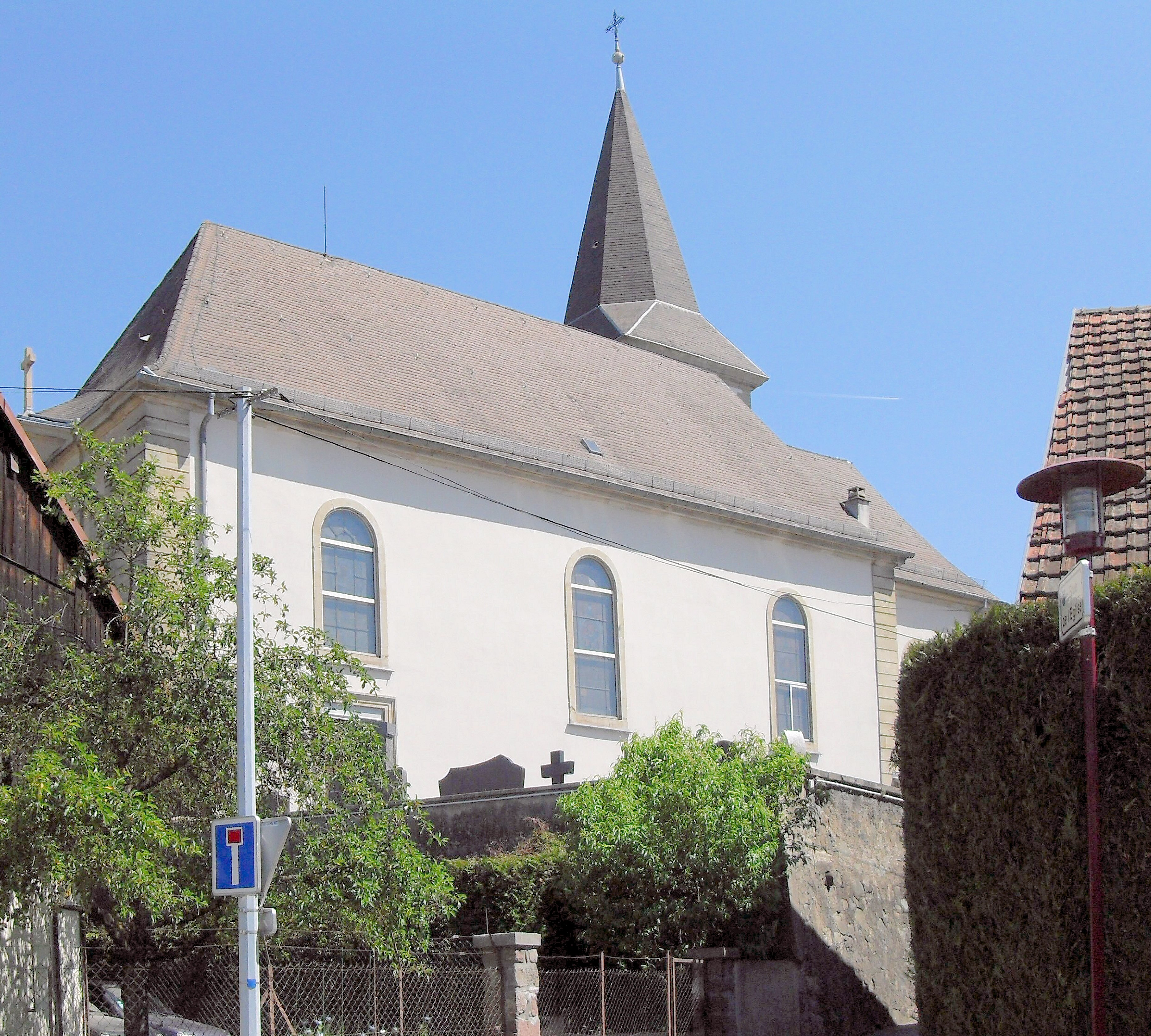
Церковь
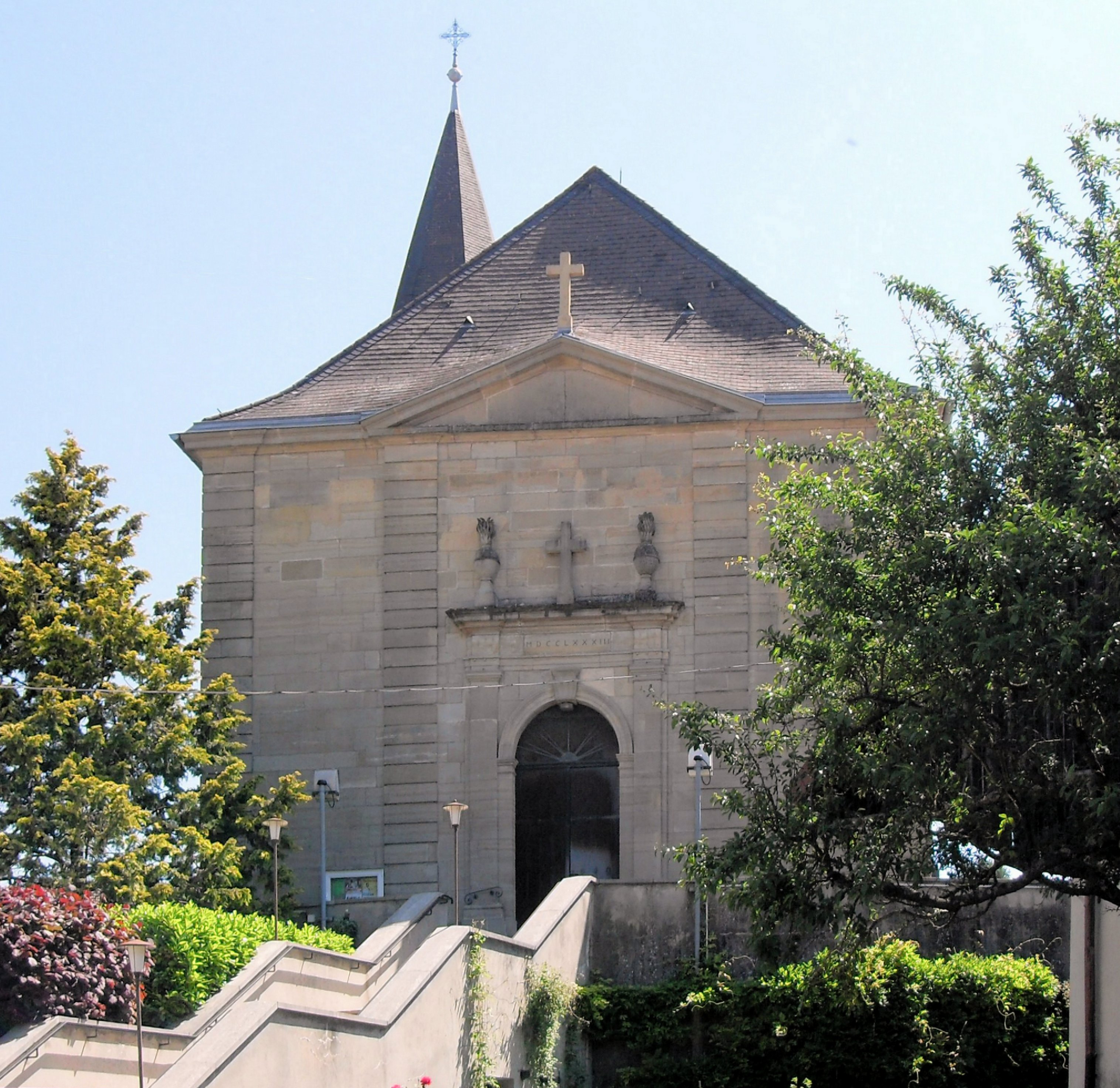
Вход в храм
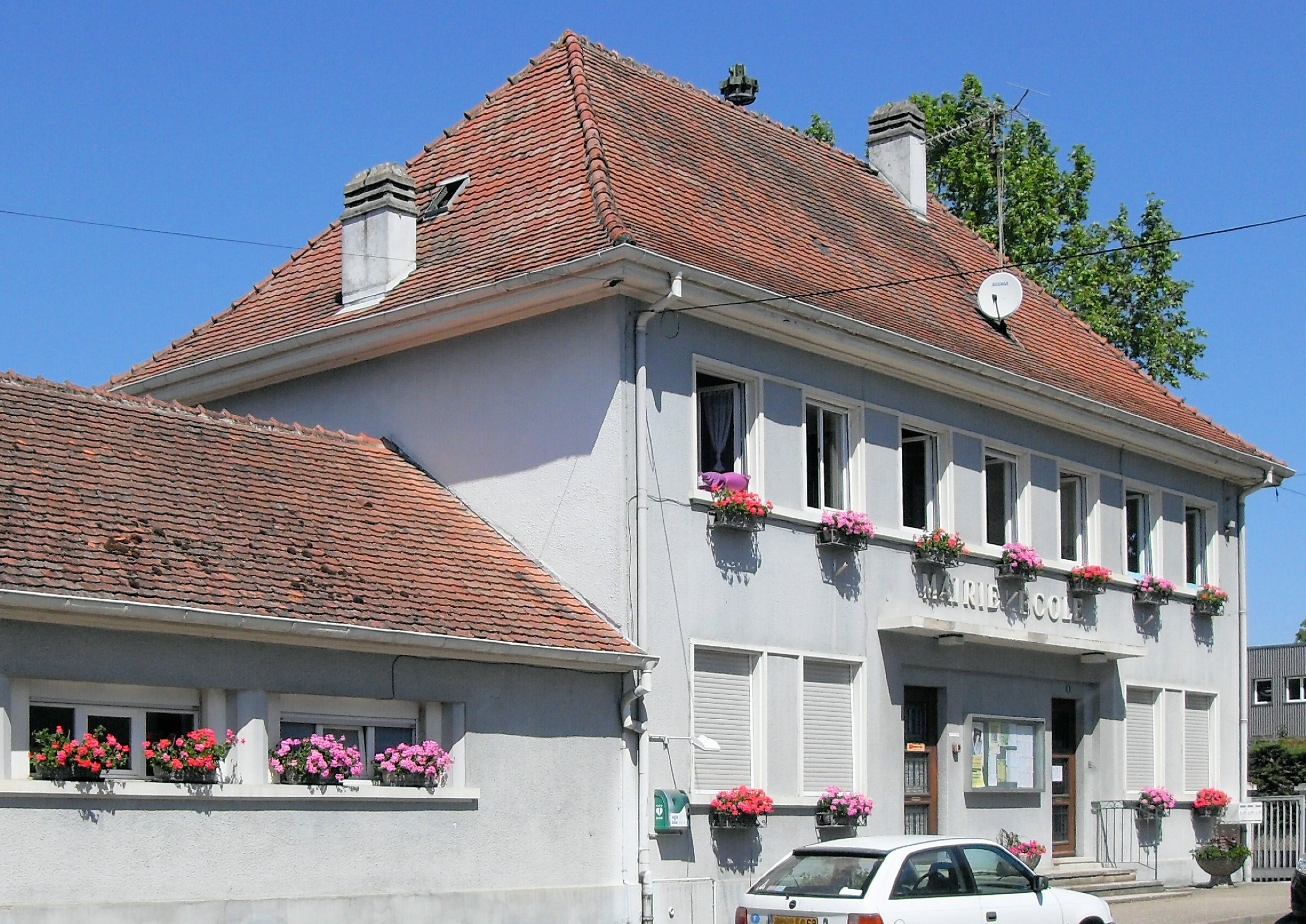
Здание мэрии-школы